# Pwd
pwd est une commande UNIX. Son nom signifie en anglais « print working directory ». Elle permet d'afficher le chemin d'accès vers le répertoire où se situe l'utilisateur qui a entré la commande.
Si un utilisateur se trouve dans le répertoire "/home/utilisateur" la commande pwd lui retournera : "/home/utilisateur" (Voir les exemples d'utilisation)

## Exemple d'utilisation
```
$>
 
pwd

/home/root
$>
 
cd
 
..
$>
 
pwd

/home
$>
 
PS1
=
'$PWD> '
 
# Inclusion de pwd dans les prompts

/home>
 
cd
 
root
/home/root>

```